# Костопіль (артилерійський катер)

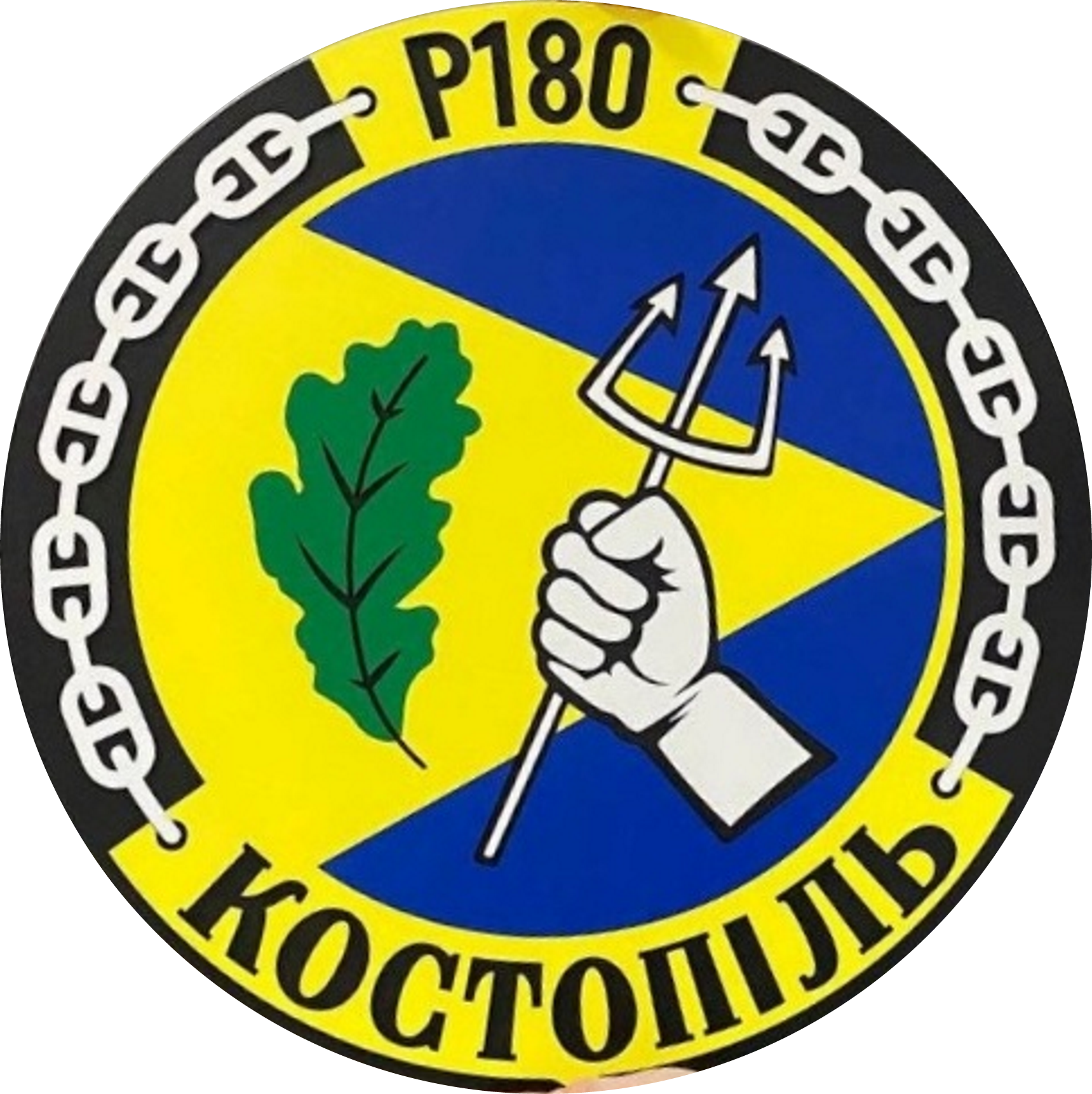
Р-180 Костопіль

Костопіль P180 — малий броньований артилерійський катер проєкту 58155 (шифр «Гюрза-М»). Побудований сьомим в серії цих катерів. Закладений у 2018 році, введений до складу ВМС ЗС України - 5 вересня 2020.

## Історія
Катер був закладений у 2018 році. Він став сьомим катером у проєкті Гюрза-М.
Спуск на воду був запланований на весну 2019 року. Катер мав стати однією з частин москітного флоту ВМС України. Головним будівником є ПрАТ Кузня на Рибальському. Введення катера в експлуатацію заплановано на 2019 рік. На кінець 2018 року корпус катера був вже готовий. Станом на початок лютого 2019 року, корпус катера пофарбований і перебуває у високій готовності. Спуск катера на воду відбувся 3 квітня 2019 року, почалися його заводські випробування.
У липні 2019 року, катер був помічений у Києві під час заводських випробувань.
Наприкінці вересня 2019 року, катер здійснив перехід Дніпром до Західної бази ВМС в Одесі для проходження відомчих випробувань. На ньому встановлене озброєння та додаткове обладнання на борту, про що свідчать світлини катера, зроблені під час переходу поблизу Черкас.
5 грудня 2019 року, до Дня Збройних Сил України катер отримав назву «Костопіль» на честь загиблого морпіха — матроса Олексія Кондратюка з 503 ОБМП, який народився та виріс у м. Костопіль. Зважаючи на наслідки пожежі в Одеському коледжі економіки, права і готельно-ресторанного бізнесу, яка трапилася напередодні, 4 грудня, всі святкування — були скасовані. Прийняття катера на озброєння очікувалося навесні 2020 року, після завершення всіх заводських та державних випробувань.
5 вересня 2020 року, після успішного завершення всіх етапів заводських та державних випробувань, катер урочисто було включено до корабельно-катерного складу Військово-Морських Сил Збройних Сил України.
4 листопада 2020 року, екіпаж катеру отримав дозвіл самостійно виконувати завдання в морі. Урочиста церемонія вручення вимпела та введення у кампанію екіпажу малого броньованого артилерійського катера типу «Гюрза-М» відбулась у військово-морській базі «Південь», що у Практичній гавані Одеси.
В останніх числах січня, початку лютого 2021 року українські катери та морська авіація ВМС ЗС України провели спільні навчання типу PASSEX з кораблями ВМФ США. Від Сполучених Штатів у маневрах брав участь корабель комплексного забезпечення USNS Laramie (T-AO 203) та ракетний есмінець USS Porter (DDG-78). З боку надводних сил Військово-Морських Сил ЗС України до тренувань залучили один патрульний катер типу Island та два малі броньовані артилерійські катери — «Нікополь» та «Костопіль». З повітря прикривав роботу гелікоптер Морської авіації ВМС ЗС України Мі-14 з бортовим номером 37.
2 липня 2021 року прибув до Миколаєва, де разом з десантним катером «Сватове» взяв участь у святкуванні дня ВМС України[джерело?].

## Командування
- Старший лейтенант Богдан Яцько[джерело?]